# Heliophanus peckhami
Heliophanus peckhami là một loài nhện trong họ Salticidae.
Loài này thuộc chi Heliophanus. Heliophanus peckhami được Eugène Simon miêu tả năm 1902.